# Siedem wcieleń doktora Lao

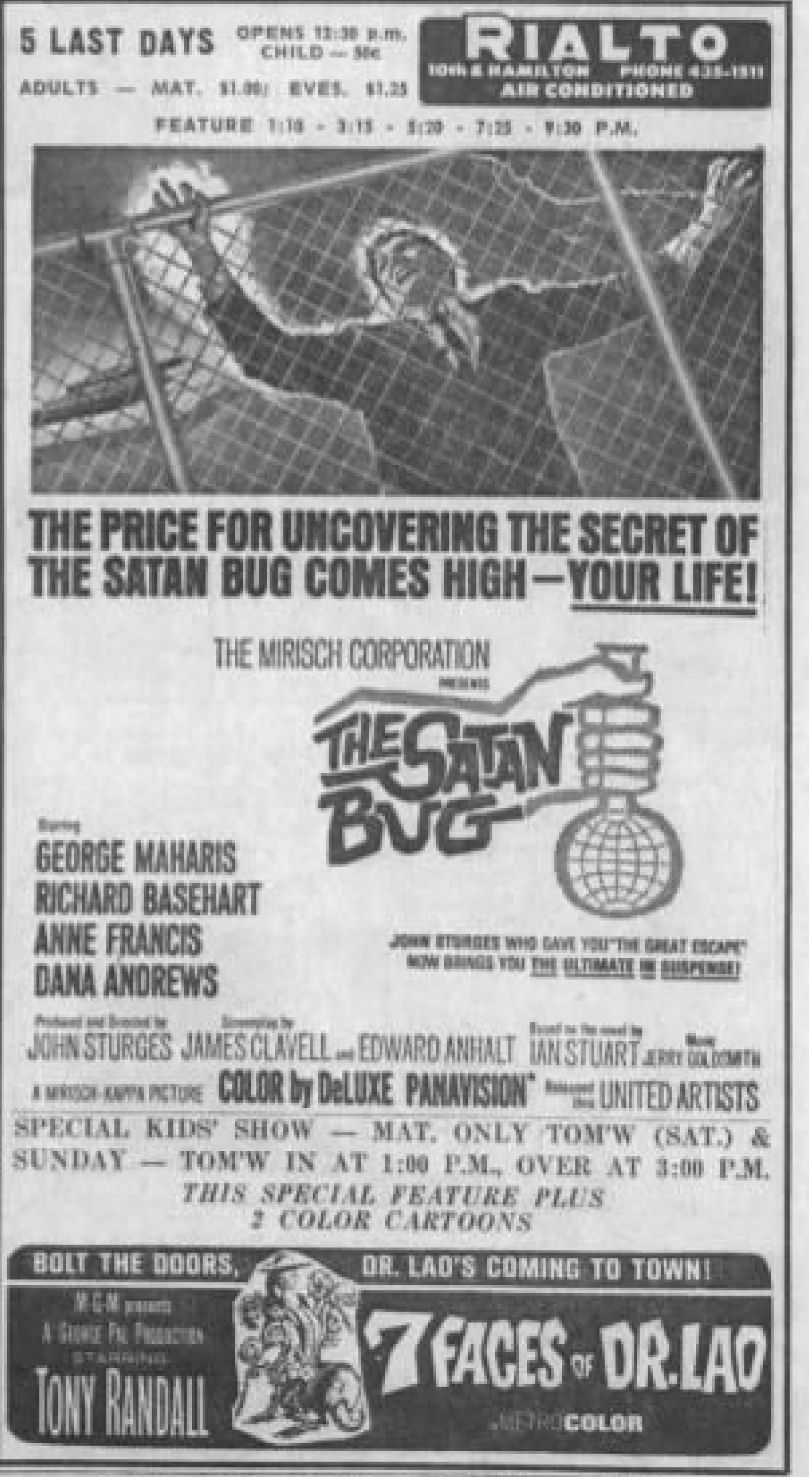
Rialto Theater advertisement for the American science fiction film The Satan Bug (1965) with the upcoming feature 7 Faces of Dr. Lao (1964) – 14 May 1965 Morning Call, Allentown PA

Siedem wcieleń doktora Lao (ang. 7 Faces of Dr. Lao) – amerykański film z 1964 roku w reżyserii George’a Pala.

## Fabuła
Przybysz z Chin, doktor Lao dociera do małego miasteczka Abalone w Arizonie i odwiedza biuro prasowe Edwarda Cunninghama, aby zamieścić dużą reklamę dla jego podróżującego cyrku, który będzie odtwarzany tylko przez dwie noce.
Zamożny ranczer Clinton Stark ma informacje o tym, że do miasta przyjeżdża kolej i planuje kupić całe miasteczko po taniości. Stark przybywa do biura prasowego, by skonfrontować się z Cunninghamem z powodu niedawnego artykułu nieprzychylnemu Starkowi. Lao, cierpliwie czekając na swoją kolej, cicho nasłuchuje spotkania. Innym przeciwnikiem Starka jest Angela Benedict, owdowiała bibliotekarka i nauczycielka. Cunningham otwarcie mówi o swoim przywiązaniu do niej, zawstydzając ją podczas wizyty w bibliotece w celu zbadania pochodzenia doktora Lao.
Tej nocy w bibliotece odbywa się spotkanie mieszkańców. Stark ogłasza, że jego 16-kilometrowa rura doprowadzająca wodę psuje się i jej wymiana byłaby zbyt droga. Następnie oferuje kupić całe miasto. Argumentując przeciwko tej ofercie, Cunningham przedstawia wszystkim George’a G. George’a, Indianina Navajo z pobliskiego miasteczka i zwraca uwagę, że życie jego mieszkańców zależy od dalszego istnienia Abalone. Stark niechętnie pozwala mieszkańcom miasta zastanowić się nad wyborem do piątku wieczorem, a spotkanie zostaje odroczone.
Następnego dnia Cunningham odwiedza miejsce cyrku doktora Lao, spotykając Człowieka śniegu i człowieka podającego się za legendarnego maga Merlina. Cunningham konfrontuje Lao z faktem, że jego domniemane miejsce zamieszkania zniknęło przed wiekami. Lao wymiguje się od odpowiedzi na pytania Cunninghama o sobie i wielkim cyrku, który przybył bez wagonów, i ogłasza, że jest „wielką tajemnicą!”.
Później, gdy Lao rozkłada plakaty reklamujące jego cyrk, syn Angeli – Mike, dowiaduje się, że tajemniczy wędrowiec ma 7332 lat. Cyrk otwiera się i udaje się do niego całe miasteczko. Cyrkowcy poprzez swe występy uświadamiają mieszkańcom życiowe mądrości. Ślepy wróżbita, Apoloniusz z Tiany przewiduje smutną przyszłość pani Cassan. Angela Benedict jest zafascynowana uwodzicielskim tańcem Pana, który nosi twarz Cunninghama. Stark odwiedza Wielkiego Węża w klatce, który zwraca uwagę, że Stark też na własne życzenie żyje „w klatce”. Meduza zamienia niedowierzającą Kate Lindquist w kamień. Następnie pojawia się wcześniej wyśmiewany przez wszystkich Merlin, przywracając kobietę do życia, a jej doświadczenie powoduje potrzebę zmiany jej charakteru.
Później tej samej nocy Mike odwiedza Lao i próbuje znaleźć pracę, pokazując swoje umiejętności żonglerki i sztuczek iluzjonistycznych. Zamiast tego Lao oferuje porady i spostrzeżenia dotyczące świata, których Mike nie rozumie. Wesoły Lao twierdzi, że też ich nie rozumie. W tym czasie zbiry Starka niszczą biuro prasowe; odkrywszy to Cunningham i jego asystent Sam idą się upić. Angela nie śpi tej nocy, nękana muzyką, którą grał Pan, podczas gdy nikt inny jej nie słyszy.
O świcie, zdziwieni dziennikarze odkrywają, że ich biuro zostało w pełni odnowione. Przypisując to Lao, spieszą się, aby wydać krótkie wydanie gazetowe, które Cunningham osobiście dostarcza Starkowi rano. Kiedy odwiedza cyrk, Lao oferuje zachętę i pociesza Cunninghama, by zachował wiarę.
Tego wieczoru Lao organizuje swój wielki finał, magiczny pokaz latarni, w którym mityczne miasto „Woldercan”, zamieszkałe przez ludzi łudząco podobnych do mieszkańców Abalone, zostaje zniszczone, gdy ulega pokusie. Spektakl kończy się eksplozją i ciemnością, a mieszkańcy miasta znajdują się ponownie w bibliotece i na spotkaniu w mieście. Głosowanie jest zwołane nad propozycją Starka i ku zaskoczeniu niektórych zostaje ona odrzucona jednogłośnie. Odkupiony Stark opowiada im o zbliżającej się linii kolejowej. Angela wyznaje swoją miłość Cunninghamowi, ku radości swojej teściowej.
Zbiry Starka są zdezorientowani przemianą ich szefa i postanawiają zniszczyć cyrk Lao, podczas którego rozbijają akwarium Lao. Okazuje się, że mieszkańcem jest potwór z Loch Ness, który pod wpływem powietrza urasta do ogromnych rozmiarów. Po tym, jak ściga zbirów (i tymczasowo wyrasta mu siedem głów przypominających pracowników cyrku), Mike ostrzega doktora Lao, a następnie pomaga wyczarować wybuch chmury, aby zwilżyć i zmniejszyć bestię do jej pierwotnego rozmiaru.
Nadchodzi poranek i cyrk znika, pozostawiając czerwony krąg na pustynnej podłodze, gdzie był namiot. Początkowo Mike’owi nikt nie wierzy, dopóki Stark nie znajduje kapelusza należącego do jednego z popleczników. Gdy Stark, Cunningham i Angela zastanawiają się nad wydarzeniami, Mike goni smugę pyłu, która według niego jest dziełem Lao. Znajduje tylko trzy drewniane kule, którymi fachowo żongluje, żegnając nieobecnego Lao. Scena końcowa pokazuje znikającego doktora Lao jadącego na ośle, powtarzając z offu swoją radę Mike’owi, że życie samo w sobie jest jednym wielkim cudem.

## Obsada
- Tony Randall –
  - doktor Lao
  - Merlin,
  - Pan,
  - Wielki Wąż (głos),
  - Meduza,
  - Apoloniusz z Tiany,
  - Człowiek Śniegu
- John Ericson –
  - Ed Cunningham,
  - Pan po przemianie
- Barbara Eden – Angela Benedict
- Kevin Tate – Mike Benedict
- Arthur O’Connell – Clint Stark
- Noah Beery Jr. – Sam
- Royal Dano – Casey
- John Doucette – Lucas
- Lee Patrick – pani Howard T. Cassan
- Minerva Urecal –
  - Kate Lindquist,
  - ofiara Meduzy
- John Qualen – Luther Lindquist
- Frank Cady – burmistrz James Sargent
- Eddie Little Sky – George G. George
- Frank Kreig – Peter Ramsey
- Peggy Rea – Bunny Ramsey
- Argentina Brunetti – Sarah Benedict
- Dallas McKennon – chudy kowboj
- Chubby Johnson – gruby kowboj
- Douglas Fowley – bezzębny kowboj

## Odbiór
Film otrzymał głównie pozytywne recenzje; serwis Rotten Tomatoes przyznał mu wynik 83%. Howard Thompson z The New York Times nazwał film „ciężką, grubą fantazją wielkości kufla nałożoną kowadłem”.